# Scarsick
Scarsick es el sexto álbum de la banda sueca de metal progresivo Pain of Salvation, publicado el 22 de enero de 2007 en InsideOut Music. Es un álbum conceptual basado en el consumismo y en la sociedad contemporánea. Es el último álbum en presentar a Johan Langell en la batería. Las notas interiores del álbum revelaron que Scarsick es la segunda parte de la trilogía The Perfect Element, que tuvo como primera entrega The Perfect Element, part I.

## Lista de canciones
Side A: His skin against this dirty floor
1. "Scarsick" – 7:08
2. "Spitfall" – 7:17
  1. "Introducing Star"
  2. "Thus Quote The Craving"
  3. "Redefining Vomatorium"
  4. "Man Of The Masses"
  5. "YO"
3. "Cribcaged" – 5:56
4. "America" – 5:05
5. "Disco Queen" – 8:22
  1. "Tonight I'll Fall"
  2. "A Cheap Sellout Drug"
  3. "A Tighter Groove"
  4. "My Disco Queen"

Side B: Why can't I close my eyes ?
1. "Kingdom of Loss" – 6:41
2. "Mrs. Modern Mother Mary" – 4:14
3. "Idiocracy" – 7:04
4. "Flame to the Moth" – 5:58
5. "Enter Rain" – 10:03

## Personal
- Daniel Gildenlöw - voz, guitarra, bajo, banjo y samplers
- Fredrik Hermansson - teclados, samplers
- Johan Hallgren - guitarra, voz
- Johan Langell - batería, coros

- Datos: Q2478539